# Crown Melbourne

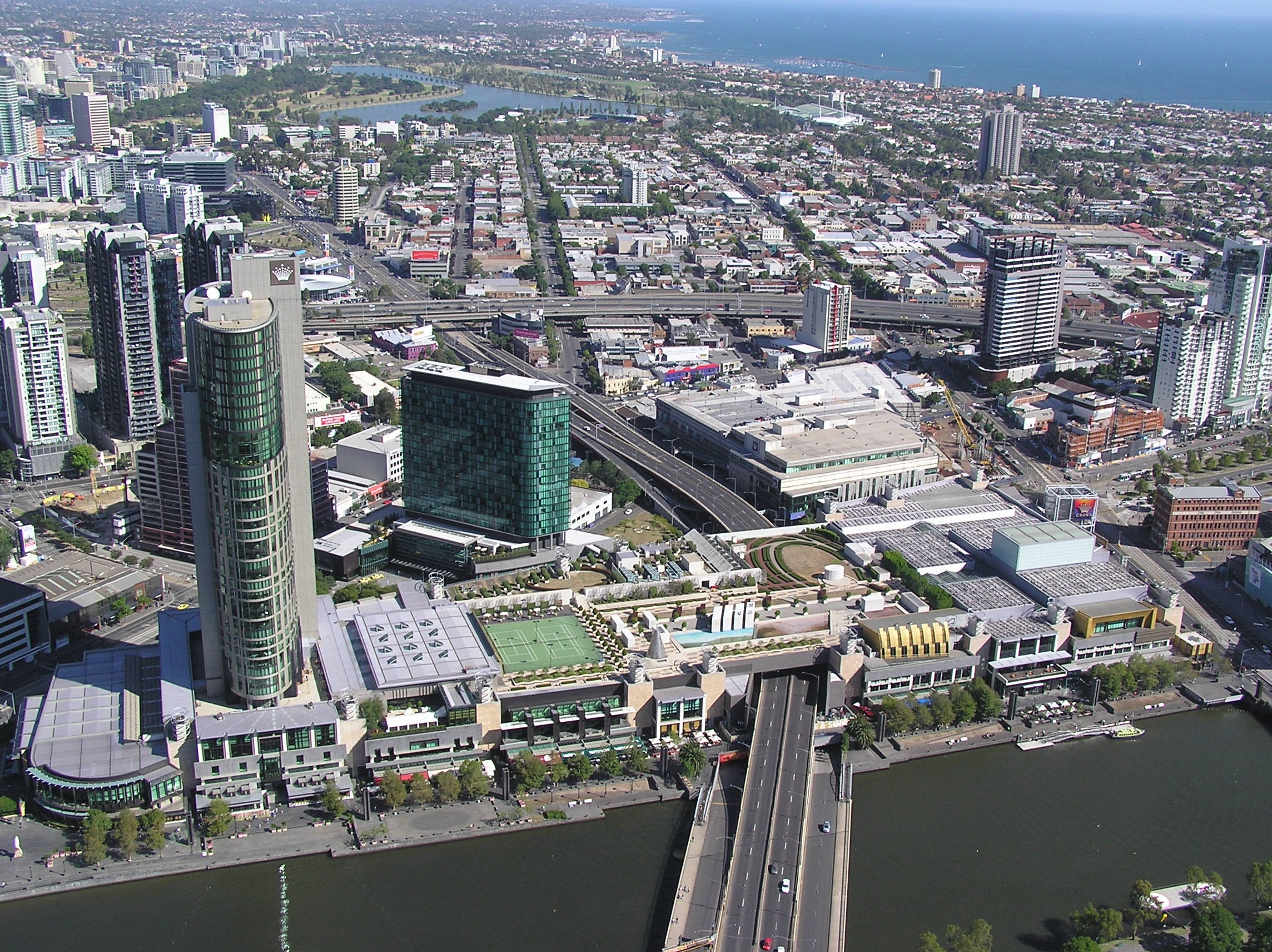
Luftaufnahme des Komplexes aus nördlicher Richtung.

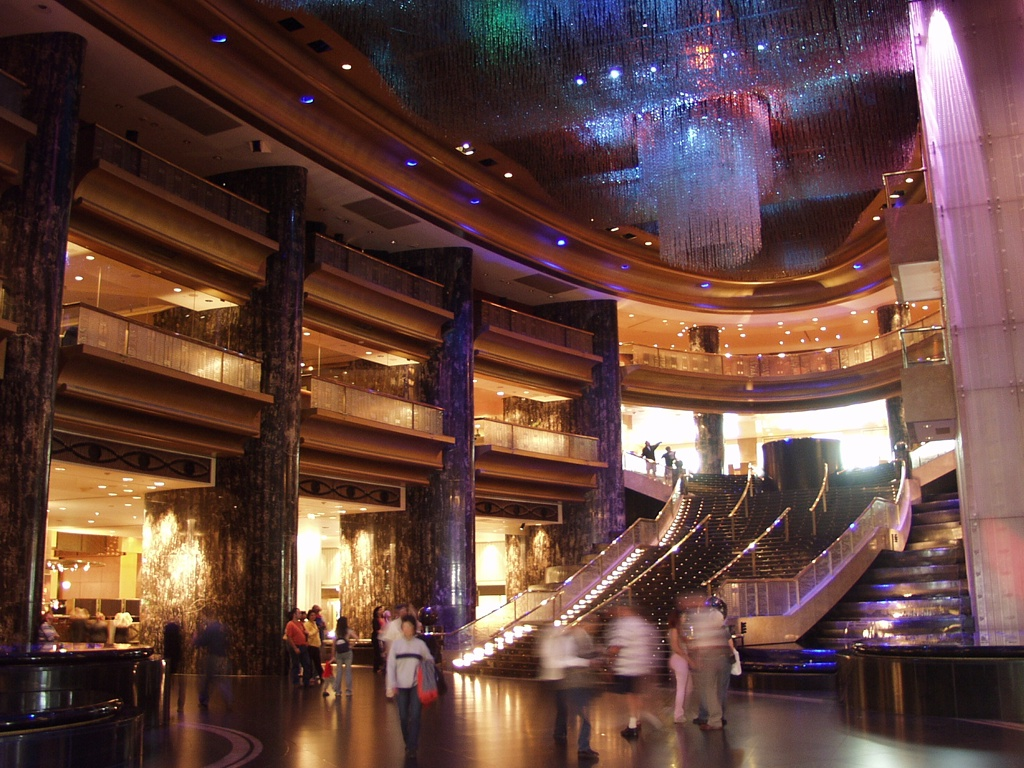
Das Atrium des Crown.

Das Crown Melbourne (auch Crown Casino and Entertainment Complex) ist ein Casino mit angeschlossenem Resort, gelegen am Südufer des Yarra River in der australischen Stadt Melbourne. Es gehört zum Unternehmen Crown Limited und war dessen erstes Casino.
Ursprünglich wurde das Crown Melbourne im Jahr 1994 am Nordufer des Yarra eröffnet, drei Jahre später dann erfolgte die Wiedereröffnung an seinem heutigen Standort. Noch heute prägt es das Stadtbild des zentralen Geschäftsbezirkes Melbournes am Südufer des Flusses. Der Bereich nimmt eine Grundfläche von 510.000 m² ein und ist und ist damit der größte Casinokomplex der südlichen Hemisphäre und einer der größten weltweit.

## Crown Casino
Das Crown Casino eröffnete am 30. Juni 1994 im World Trade Centre am Nordufer des Yarra River. Dieser Ort war eine Übergangslösung während der eigentliche Komplex am Südufer errichtet wurde. Die Eröffnung an der heutigen Position fand am 8. Mai 1997 statt. Hierbei machte die Schauspielerin Rachel Griffiths Schlagzeilen, weil sie bei der Eröffnungsfeier oben ohne durch das Casino rannte. Das Casino ist rund um die Uhr und 7 Tage die Woche geöffnet. Ausnahmen bilden der 25. Dezember, Karfreitag und der  ANZAC Day. Hier ist das Casino zwischen 4 Uhr morgens und mittags geschlossen. Es wurde von Lloyd Williams gegründet und betrieben und 1999 von Kerry Packer von der PBL übernommen. Der Zutritt zum Casino und zu Bereichen, in denen Alkohol serviert wird, ist Kindern unter 18 Jahren nicht gestattet.

### Glücksspiel
Neben anderen Spielen bietet das Crown auch die sechs wichtigsten Casinospiele an: Black Jack, Craps, Pai Gow, Poker, Baccara und Roulette, außerdem war es das erste Casino, das eine elektronische Version von Roulette einführte (Rapid Roulette).
Einige Black-Jack-Tische bieten lediglich eine hauseigene Variante des Spiels an, welche BlackJack Plus genannt wird. Diese Variante erhöht den Bankvorteil enorm von 0,5 % an den regulären Tischen auf über 6 % an den BlackJack Plus-Tischen.
Jährlich werden im Crown die Aussie Millions abgehalten, das Pokerturnier mit dem größten Preispool der südlichen Hemisphäre. 2013 und 2014 fand hier außerdem die World Series of Poker Asia Pacific statt.
Im Casino gibt es 2.500 Videopokerautomaten, bei denen man mit Einsätzen zwischen einem Cent und einem Dollar spielt. In den VIP-Bereichen gibt es auch Automaten mit Einsätzen bis zu fünf Dollar.

## Weitere Einrichtungen im Komplex
Im Crown Entertainment Complex gibt es neben dem Casino auch weitere Angebote wie Nachtclubs, eine Spielhalle mit Arcade-Automaten, ein Laserdrom und ein Bowlingcenter. Auch mehrere Läden des Luxussegments sind vertreten, unter anderem Harrods, Prada, Burberry, Louis Vuitton, Bulgari, Rolex, Omega und Hugo Boss. 

### Hotels
Im Crown Komplex gibt es drei Hoteltürme, ein vierter befindet sich momentan in Planung:
- Crown Towers: in diesem Wolkenkratzer befindet sich ein Fünf-Sterne-Hotel mit 481 Zimmern auf 38 Stockwerken.
- Crown Metropol: angeblich ehemals Australiens größtes Hotel nach Anzahl der Zimmer: 658 Stück auf 28 Etagen. Das Hyatt Regency Sydney ist mit knapp 900 Zimmer wesentlich größer.
- Crown Promenade: ein 4,5-Sterne-Hotel mit 465 Zimmern auf 23 Etagen. Es steht hinter den Crown Towers und ist mit dem Hauptkomplex über eine Fußgängerbrücke verbunden.
- One Queensbridge: bei der Fertigstellung wird dieser Wolkenkratzer mit 323,6 Metern Höhe das höchste Gebäude Australiens sein. Geplant ist ein 6-Sterne-Hotel mit 388 Zimmern. Baubeginn sollte bereits 2018 sein, mit Stand vom 4. März 2019 hat er noch nicht stattgefunden.[7]

Die Crown-Hotels beherbergen häufig auch prominente Gäste. So haben hier bereits Tom Cruise, Katie Holmes, Kim Kardashian, Katy Perry, Nicole Kidman, Rachel Griffiths, One Direction, Keanu Reeves, Kerry Packer und Tiger Woods übernachtet. Roger Federer und andere Tennisspieler kommen hier während den Australian Open unter. Auf einem Dach des Komplexes gibt es Tennisplätze, die zum Trainieren genutzt werden können.